# Esposizione internazionale della Luisiana
L'Esposizione internazionale della Luisiana, conosciuta informalmente come la Fiera mondiale di Saint Louis, era un'esposizione internazionale tenutasi a St. Louis, nel Missouri, negli Stati Uniti, dal 30 aprile al 1º dicembre 1904. Più di 60 paesi e 43 dei 45 Stati americani hanno ospitato la fiera, a cui hanno partecipato circa 19,7 milioni di persone.
Nel 1904, Sant Louis ospitò un'Esposizione Universale per celebrare il centenario dell'acquisto della Louisiana nel 1803. L'idea di un tale evento commemorativo sembra essere emersa all'inizio del 1898, con Kansas City e St. Louis inizialmente presentati come potenziali ospiti per una fiera basata sulla loro posizione centrale all'interno del territorio.
Inizialmente concepita come una celebrazione del centenario che si sarebbe tenuta nel 1903, l'effettiva apertura dell'esposizione di Sant. Louis è stata posticipata al 30 aprile 1904, per consentire la partecipazione su vasta scala di più stati e paesi stranieri. L'esposizione rimase in funzione dalla sua apertura fino al 1º dicembre 1904.